# Street Dogs - I teppisti della strada
Street Dogs - I teppisti della strada (Perros callejeros) è un film spagnolo del 1977 diretto da José Antonio de la Loma; è noto per essere stato il primo film del genere cinema quinqui che era molto popolare in Spagna alla fine degli anni settanta e negli anni ottanta.
La trama racconta di una banda di ladri d'auto adolescenti della periferia di Barcellona. I delinquenti hanno vari scontri con la legge e maltrattano le donne. Il personaggio principale, El Torete , ha 15 anni.
La storia è ispirata alle avventure del famoso delinquente Juan José Moreno Cuenca (1961–2003; noto anche come el Vaquilla).
Gli attori principali del film non erano attori professionisti.

## Distribuzione
Il film venne distribuito nei cinema spagnoli il 10 ottobre 1977.
In Italia il film venne distribuito solamente nel 1982.

## Accoglienza

### Incassi
Il film è stato un successo al botteghino.

### Critica
Fernando Trueba scrivendo per El País ha detto che mentre la cinematografia era terribile, il film aveva una forte sensazione di autenticità.
Cinemanía descrive il film come se fosse invecchiato molto male, pur essendo un buon riflesso dei tempi.

## Sequel
Il film ha avuto due sequel:
- Strade selvagge (Perros callejeros II) (1979)
- Los últimos golpes de "El Torete" (1980)